# Kommunalwahlen in Hessen 2001

Wappen des Landes Hessen

Die Kommunalwahlen in Hessen 2001 fanden am 18. März 2001 statt. Im Vergleich zur Wahl 1997 sank die Wahlbeteiligung um 13,1 %p. Als stärkste kommunale Kraft ging die SPD Hessen aus der Wahl hervor, sie lag 0,4 %p vor den Christdemokraten. Die CDU konnte gut 5 %p zulegen, dem standen massive Verluste bei den sonstigen Parteien gegenüber.

## Wahlrecht
Alle fünf Jahre werden in Hessen Kommunalvertretungen gewählt. Dazu gehören die Wahl der Kreistage, Stadtverordnetenversammlungen und Gemeindevertretungen sowie der Ortsbeiräte. Indirekt werden die Mitglieder der Verbandskammer des Planungsverbandes Ballungsraum Frankfurt/Rhein-Main bestimmt.
Mit dem „Gesetz zur Stärkung der Bürgerbeteiligung und der kommunalen Selbstverwaltung“ vom 23. Dezember 1999 wurde das Kommunalwahlrecht völlig neu geregelt und die Möglichkeit des Kumulierens und Panaschierens eingeführt. Dies führte tendenziell zu einer Stärkung kleiner Parteien und Wählerlisten. Auch die Abschaffung der 5 % Hürde hatte die gleichen Wirkungen.

## Wahlkampf
Neben den jeweiligen lokalen Themen wurde der Wahlkampf durch bundes- und landespolitische Themen bestimmt. In Hessen war dies vor allem die CDU-Spendenaffäre des CDU-Landesverbands Hessen. Die Erwartung, dass diese Affäre oder die aufgrund der Strafzahlung massiv reduzierten Wahlkampfmittel der CDU die Chancen der Union vermindern würden, bestätigten sich im Wahlergebnis nicht. 
Mit Interesse wurde auch das Abschneiden der rechtsextremen Parteien beobachtet. Bei den vorangegangenen Kommunalwahlen 1997 hatten Die Republikaner 6,6 % der Stimmen erhalten.

## Ergebnisse
4,49 Millionen Wähler waren wahlberechtigt und 52,9 % gingen zur Wahl. Dies bedeutete einen Einbruch der Wahlbeteiligung im Vergleich zu 1997 um 13,1 %p.
Bei der Wahl in den Kreisen und kreisfreien Städten ergaben sich folgende Ergebnisse:
| Partei        | Ergebnis | Veränderung |
| ------------- | -------- | ----------- |
| CDU           | 38,1 %   | + 5,1 %p    |
| SPD           | 38,5 %   | + 0,5 %p    |
| GRÜNE         | 9,1 %    | - 1,9 %p    |
| FDP           | 5,2 %    | + 1,2 %p    |
| Wählergruppen | 5,8 %    | - 0,1 %p    |
| Sonstige      | 3,3 %    | - 4,9 %p    |

Die rechtsgerichteten Parteien brachen in der Wählergunst ein. Die Republikaner verloren 4,1 Prozentpunkte und kamen landesweit auf 2,5 %, die NPD Hessen sank von 0,6 % auf 0,2 %.
Für die Ergebnisse in ausgewählten hessischen Städten siehe:
- Darmstadt
- Frankfurt am Main
- Fulda
- Kassel
- Offenbach am Main
- Wiesbaden